# دايفيد أ. غالواي
دايفيد أ. غالواي هو شخصية أعمال كندي، ولد في 1943.

## وصلات خارجية
- دايفيد أ. غالواي على موقع إن إن دي بي (الإنجليزية)